# José Sabino Caillet
José Sabino Caillet Borrero (Sancti Spíritus, Las Villas, Cuba, en fecha desconocida-Holguín, Cuba, en junio de 1871) fue un militar cubano del siglo XIX. General de Brigada del Ejército Libertador de Cuba. 

## Orígenes y carrera militar
José Sabino Caillet Borrero nació en la ciudad de Sancti Spíritus, Las Villas, Cuba, en fecha desconocida. Fue Alférez del Ejército español estacionado en Cuba, por aquel entonces colonia española. 

## Guerra de los Diez Años y muerte
El 10 de octubre de 1868 estalló la Guerra de los Diez Años (1868-1878), primera guerra por la independencia de Cuba. 
Caillet se unió a los independentistas cubanos alzados en Las Villas a comienzos de 1869. Tiempo después, las tropas villareñas marcharon desde su región hacia el Camagüey, en busca de reorganizarse y apertrecharse. Caillet marchó con ellos. 
El presidente de la República de Cuba en Armas, Carlos Manuel de Céspedes, lo nombró General de Brigada (Brigadier) del Ejército Libertador de Cuba, teniendo en cuenta su previa experiencia militar. 
El Brigadier Caillet se compró una finca en Cauto Embarcadero, cerca de la ciudad de Bayamo, en la actual Provincia de Granma. Residiendo allí, contrajo matrimonio con la joven bayamesa Antonia Viamontes. Tiempo después, tuvieron una hija. 
Al arreciar la guerra, aumentaron los combates, y el Brigadier Caillet resultó muerto en un combate contra fuerzas enemigas, cerca de la ciudad de Holguín, en junio de 1871.